# Platysenta subaurea
Platysenta subaurea är en fjärilsart som beskrevs av Druce. Platysenta subaurea ingår i släktet Platysenta och familjen nattflyn. Inga underarter finns listade i Catalogue of Life.